# ヤマネコノメソウ
ヤマネコノメソウ Chrysosplenium japonicum は、ネコノメソウ属の植物の1つ。走出枝を伸ばさず、葉や苞葉は丸っこい。

## 特徴
小型の多年生草本。根出葉は全体で長さ2-7cmで葉柄にはまばらに柔らかな毛がある。葉身は円腎形で幅15-25mm、縁は浅く切れ込む。葉身の基部は心形。花茎は高さ10-20cm、葉柄のように柔らかな毛がまばらに生える。茎葉は1-2個が互生し、長い葉柄がある。花茎の基部はやや膨らみ、地上にも地下にも匍匐茎を出さないが、花が終わった後に楕円形で表面に毛の生えた珠芽を生じ、これによっても繁殖する。
花は早春に咲く。花序は径2-3cmで6-10個の花を密につける。花は径4-5mm、4枚の萼列片は淡緑色で、倒卵形で平開し、長さ約1mm、花後に直立する。雄蕊は4-8個あってごく短く、裂開前の葯は黄色い。蒴果は5月頃に杯形に口を開ける。種子は黒くて楕円形、稜が1本走り、全体に表面を微細な突起が覆う。

## 分布と生育環境
北海道の西南部から九州まで広く分布するほか、国外でも朝鮮半島、中国大陸（東北部）にも産する。森林の林床から林縁や湿ったところ、低地の茂った石垣などにもみられる。本種は日本国内では分布域、生育環境共にもっとも幅広いものである。

## 分類
本属の中で葉が互生するものはヤマネコノメソウ節 Sect. Nephrophylloides とし、日本国内では4種がある。他の種は地上か地下に走出枝がある。
種内の変異としてはヨツシベヤマネコノメ var. tetrandrumが記載されており、雄蕊が4本であるほかに形態に若干の差があるとされるが、佐竹他(1982)は同一集団内に入り交じる例もあるなど区別は困難としている。

## ギャラリー

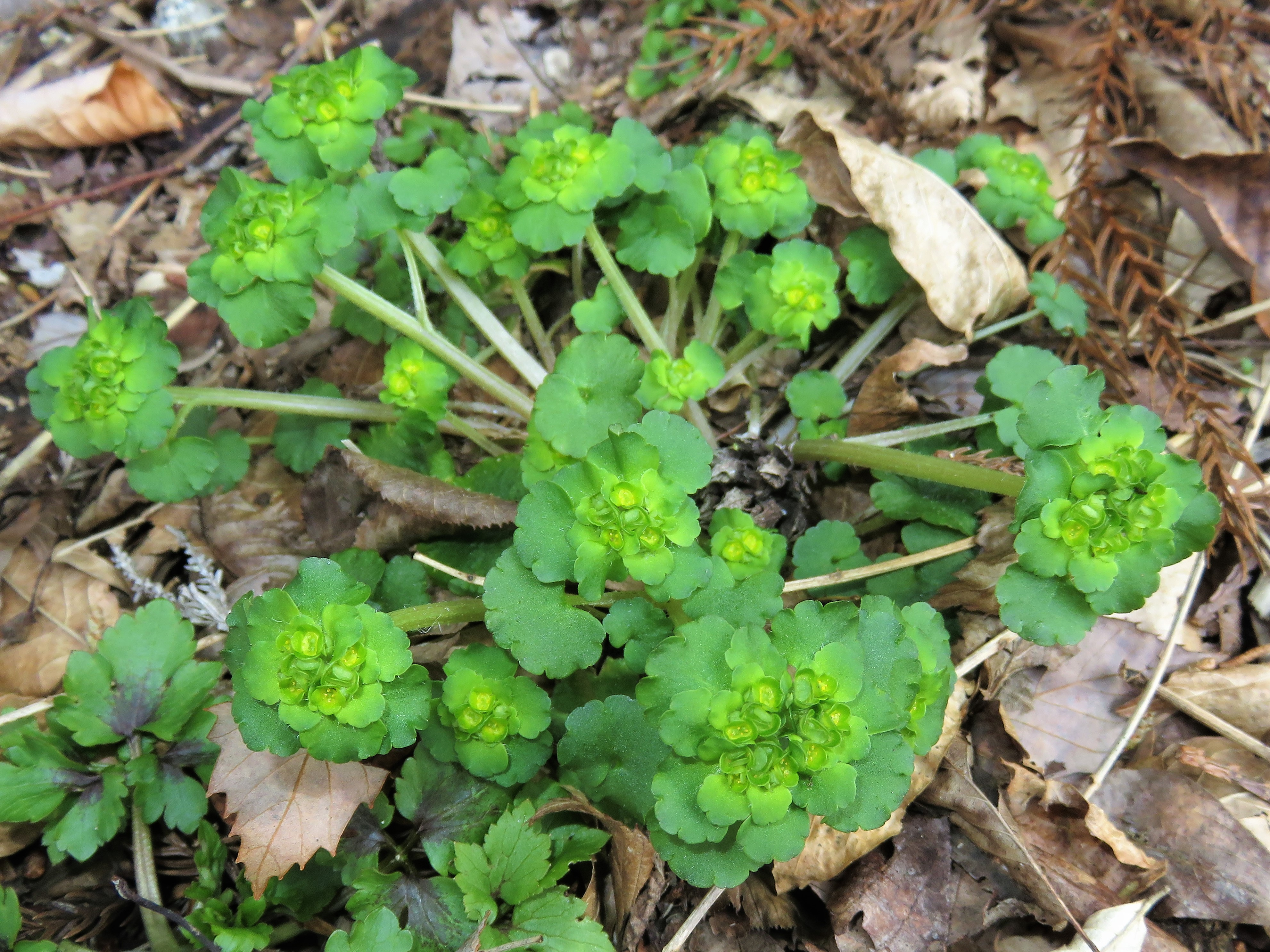
花
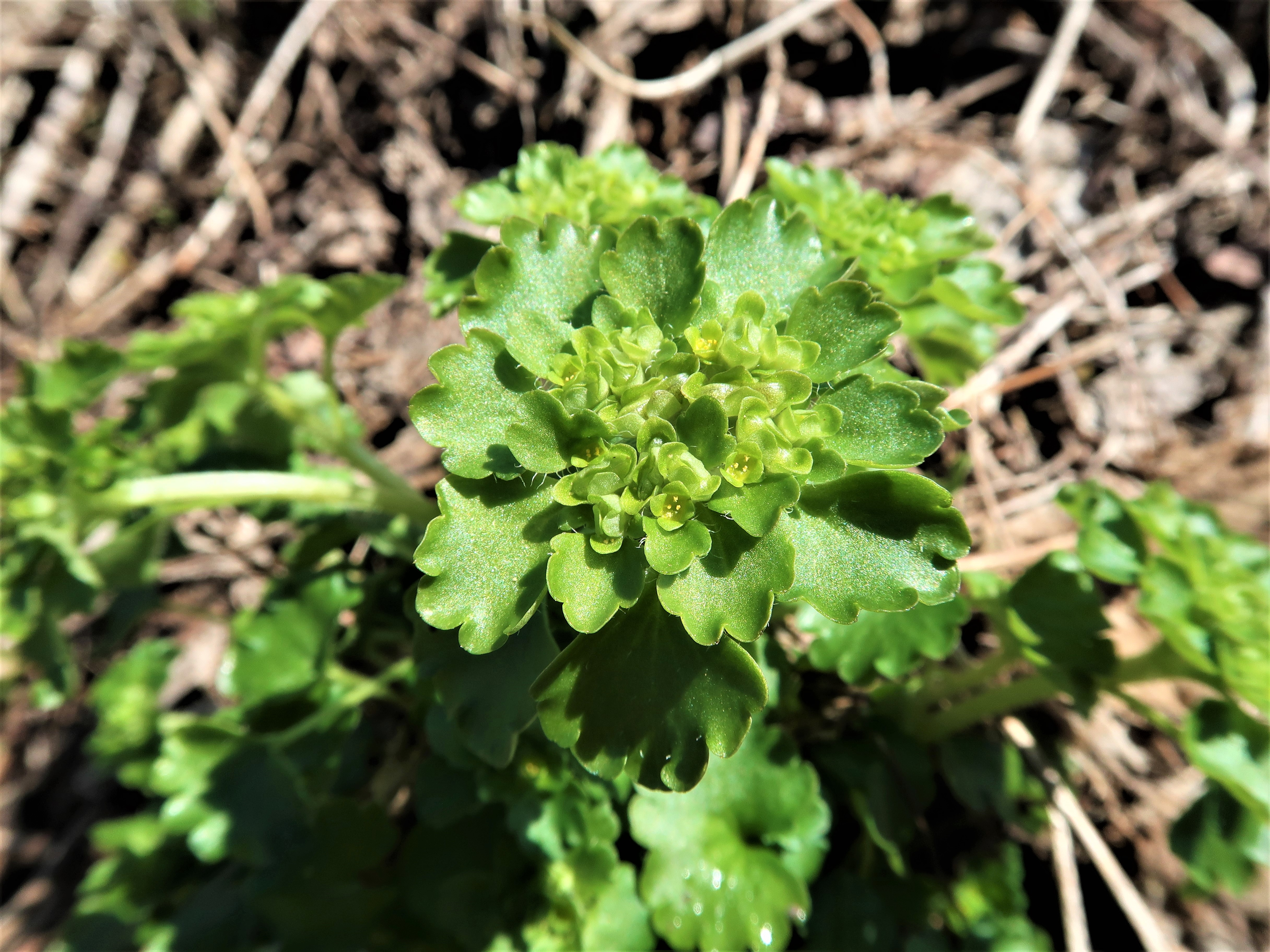
萼裂片は黄緑色。
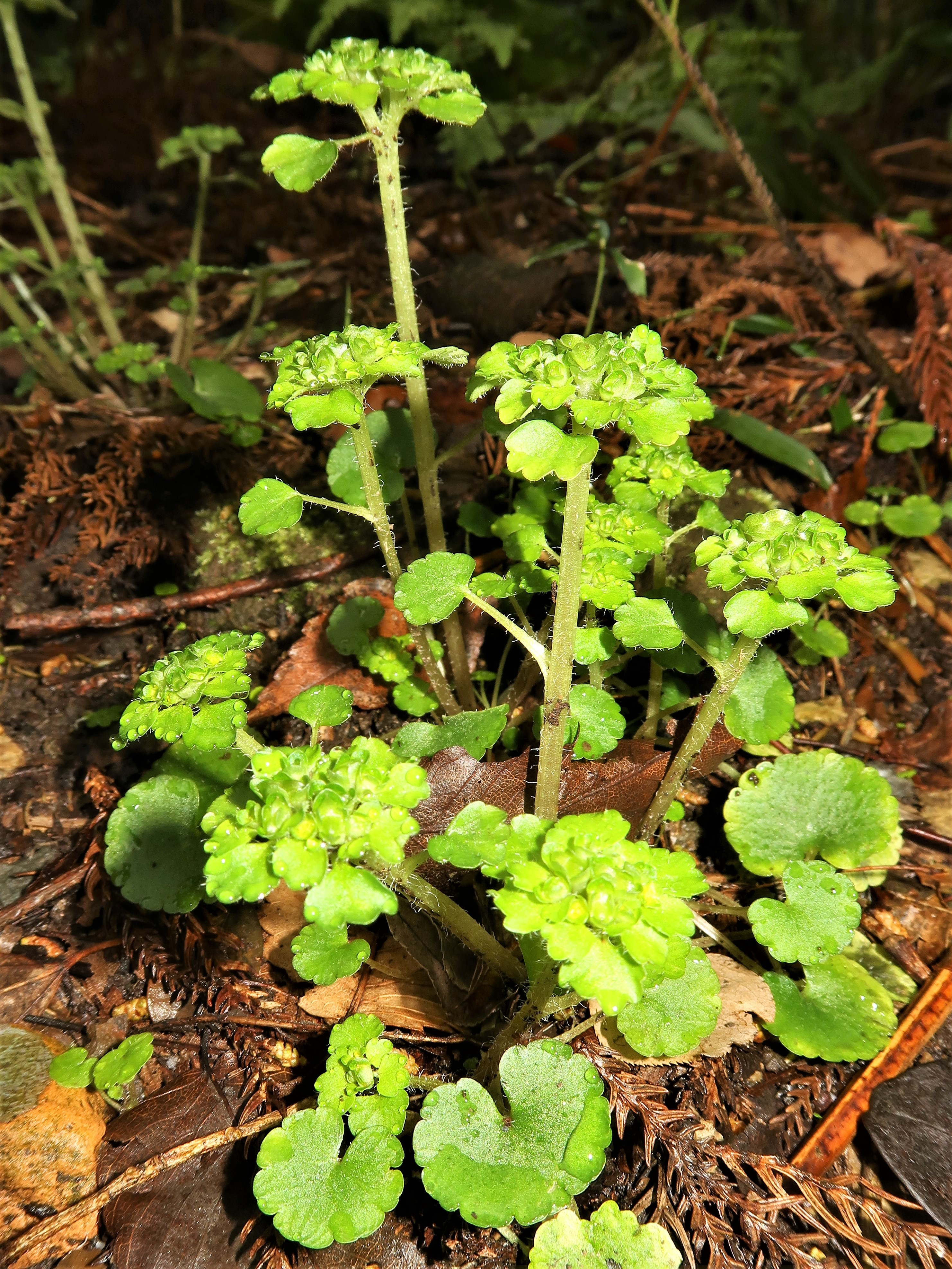
葉は互生し、花茎に柔らかな毛がまばらに生える。
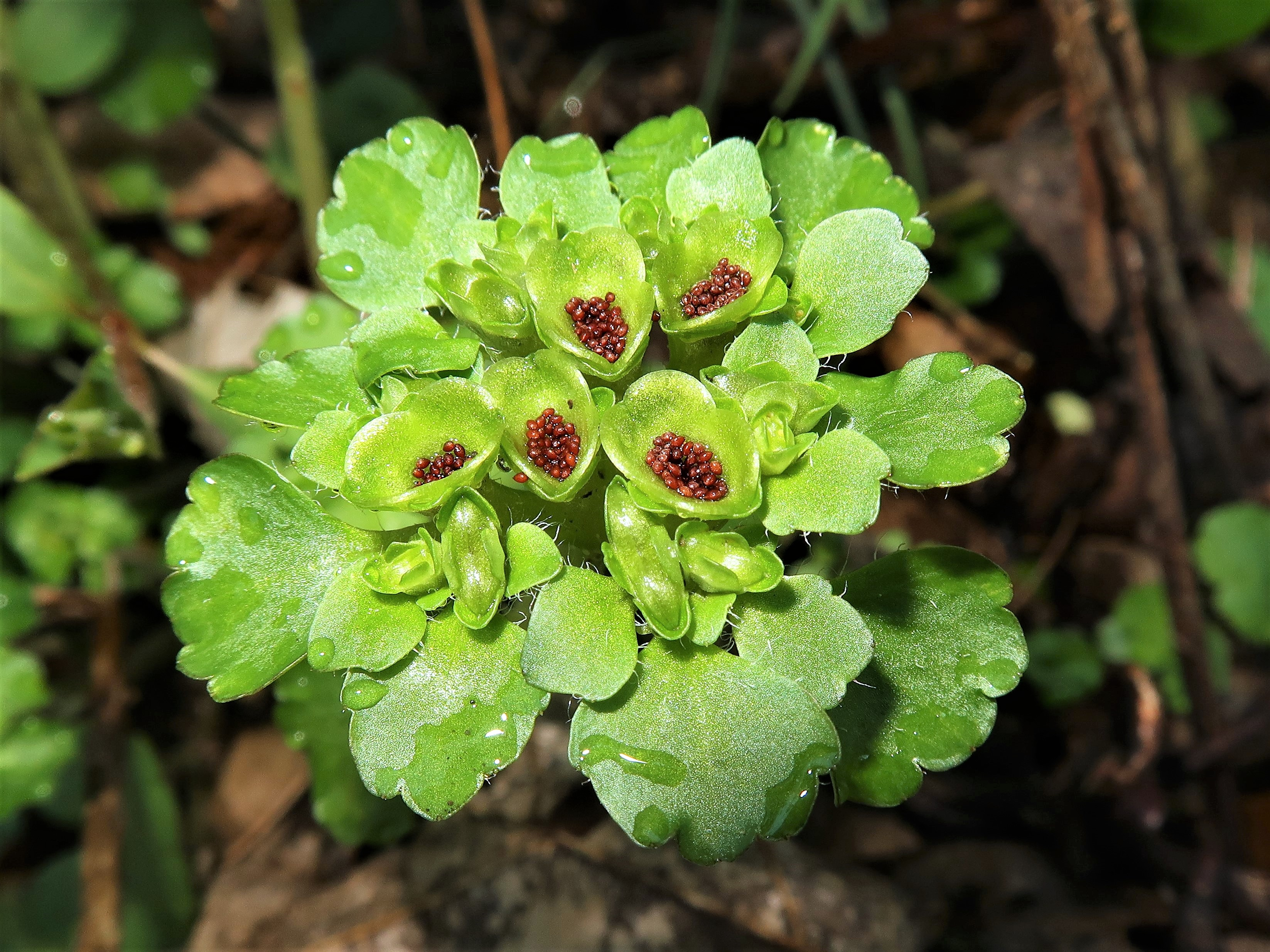
花後、蒴果は杯形に口を開け、楕円形の種子が多数ある。